# Рыжаков, Дмитрий Иванович
Дмитрий Иванович Рыжаков (27 ноября 1927, Дерябино, Нижегородская губерния — 7 июня 2018, Нижний Новгород) — советский и российский учёный-патофизиолог и педагог, доктор медицинских наук, профессор, заслуженный профессор НГМА. Заслуженный деятель науки Российской Федерации (2003).

## Биография
Родился 27 ноября 1927 года в деревне Дерябино (ныне — Варнавинского района Нижегородской области).
С 1941 года, в возрасте четырнадцати лет, в период Великой Отечественной войны Д. И. Рыжаков начал свою трудовую деятельность. С 1943 по 1948 годы проходил обучение в Горьковском речном училище.
С 1949 по 1954 годы обучался в Горьковском медицинском институте имени С. М. Кирова, после окончания которого с отличием он получил специальность врач-педиатр. С 1954 по 1957 годы обучался в аспирантуре при Горьковском медицинском институте. С 1957 года начал преподавательскую деятельность в Горьковском медицинском институте. С 1958 года возглавлял отряд студентов медицинского института при работе на целинных землях Казахстана.
В 1971 по 1977 годы Д. И. Рыжаков был организатором и первым руководителем Центральной научно-исследовательской лаборатории при Горьковском медицинском институте имени С. М. Кирова. С 1972 по 1990 годы в течение восемнадцати лет Д. И. Рыжаков был — проректором по учебной части, одновременно с 1977 по 2007 годы, в течение тридцати лет, занимал должность — заведующего кафедры патологической физиологии, в дальнейшем с 2007 по 2018 годы был профессором-консультантом Нижегородской государственной академии.
В 1957 году защитил диссертацию на соискание учёной степени кандидата медицинских наук по теме: «К анатомии артерий гортани человека», в 1970 году — доктора медицинских наук по теме: «Пересадка почки и сопутствующие изменения в крови реципиента: (Экспериментальные исследование)». В 2002 году Д. И. Рыжакову было присвоено звание — заслуженный профессор Нижегородской государственной медицинской академии.
Д. И. Рыжаков был автором более двухсот десяти научных трудов и около восьми изобретений, под его руководством и при непосредственном участии было защищено около тридцати четырёх докторские и кандидатские диссертации. С 1976 года Д. И. Рыжаков был бессменным председателем Нижегородского научного общества патофизиологов и членом Правления Всесоюзного (с 1991 года —Всероссийского) научного общества патофизиологов.
6 декабря 2003 года «за заслуги в научной деятельности» Д. И. Рыжаков было присвоено почётное звание — Заслуженный деятель науки Российской Федерации.
Скончался 7 июня 2018 года в Нижнем Новгороде.

## Награды
- Медаль «За доблестный труд в Великой Отечественной войне 1941—1945 гг.»
- Медаль «За освоение целинных земель»
- Медаль «В ознаменование 100-летия со дня рождения Владимира Ильича Ленина»
- Медаль «Ветеран труда»

### Звания
- Заслуженный деятель науки Российской Федерации (2003[7])
- Почётный работник высшего профессионального образования Российской Федерации